# Coupe de Belgique de cyclisme sur route 2025
Navigation
Coupe de Belgique 2024 Coupe de Belgique 2026
La Coupe de Belgique de cyclisme sur route 2025, officiellement nommée la Lotto Cycling Cup 2025, est la 10e édition de la Coupe de Belgique de cyclisme sur route. Elle débute le 9 mars 2025 avec le Grand Prix Jean-Pierre Monseré et se termine le 19 septembre 2025 avec le Championnat des Flandres. 

## Attribution des points
Sur chaque course, les 15 premiers coureurs marquent des points et le coureur marquant le plus de points au total est considéré comme le vainqueur de la Coupe de Belgique.
Sur chaque épreuve, les points sont attribués avec le barème suivant :
| Position | 1  | 2  | 3  | 4  | 5  | 6  | 7 | 8 | 9 | 10 | 11 | 12 | 13 | 14 | 15 |
| Points   | 16 | 14 | 13 | 12 | 11 | 10 | 9 | 8 | 7 | 6  | 5  | 4  | 3  | 2  | 1  |

Dans chaque épreuve, il y a 3 sprints intermédiaires avec des points attribués au 3 premiers coureurs. Ces points sont ajoutés au classement individuel.
Les points attribués sont respectivement: 3-2-1 points.

## Résultats
| # | Date         | Course                                | Vainqueur        | Équipe             | Leader du classement individuel |
| - | ------------ | ------------------------------------- | ---------------- | ------------------ | ------------------------------- |
| 1 | 9 mars       | Grand Prix Jean-Pierre Monseré (2025) | Alexys Brunel    | TotalEnergies      | Alexys Brunel                   |
|   | 29 mai       | Circuit de Wallonie                   |                  |                    | Alexys Brunel                   |
| 2 | 9 juin       | Antwerp Port Epic (2025)              | Timo Kielich     | Alpecin-Deceuninck | Gleb Syritsa                    |
| 3 | 14 juin      | À travers le Hageland (2025)          | Paul Magnier     | Soudal Quick-Step  | Tibor Del Grosso                |
| 4 | 15 juin      | Tour des onze villes (2025)           | Paul Magnier     | Soudal Quick-Step  | Paul Magnier                    |
| 5 | 15 août      | Circuit franco-belge (2025)           | Jonas Abrahamsen | Uno-X Mobility     | Paul Magnier                    |
| 6 | 27 août      | Muur Classic Geraardsbergen           |                  |                    |                                 |
| 7 | 19 septembre | Championnat des Flandres              |                  |                    |                                 |